# Эслон, Ян
Ян Эслон (швед. Jaan Eslon; 4 марта 1952, Фальчёпинг — 24 сентября 2000, Лас-Пальмас-де-Гран-Канария) — шведский шахматист международный мастер (1977).
Родился в Швеции, эстонского происхождения, провел часть своей шахматной жизни в Испании (жил там с 1982 года вплоть до своей смерти), являющийся первым лауреатом Международного шахматного турнира Линареса в 1978 году.

## Изменения рейтинга
| Графики недоступны из-за технических проблем. См. информацию на Фабрикаторе и на mediawiki.org. |